# Erich Bukovics
Erich Bukovics (* 25. August 1921 in Wien; † 8. Jänner 1975 ebenda) war ein österreichischer Mathematiker und Hochschullehrer. Er war von 1970 bis 1972 Rektor der Technischen Hochschule Wien.

## Leben
Erich Bukovics studierte ab 1939 Mathematik und Physik an der Universität Wien. Nach kriegsbedingter Unterbrechung promovierte er 1948 bei Nikolaus Hofreiter zum Dr. phil. und legte im selben Jahr die Lehramtsprüfung ab. Anschließend war er als wissenschaftliche Hilfskraft an der Universität Wien tätig, von November 1949 bis 1959 war er Assistent am III. Institut für Mathematik an der Technischen Hochschule Wien. 1954 habilitierte er sich und wurde Dozent, 1959 wurde er zum ordentlichen Professor und Vorstand des I. Instituts für Mathematik an der Technischen Hochschule berufen.
Im Studienjahr 1967/68 war er Dekan der Technisch-Naturwissenschaftlichen Fakultät, 1970/71 bis 1971/72 war er Rektor der Technischen Hochschule. Bukovics war am Aufbau des Mathematischen Labors der Technischen Hochschule beteiligt, ebenso an der Einrichtung neuer Studienrichtungen für Informatik und Technische Mathematik sowie der Implementierung der elektronischen Datenverarbeitung in der Verwaltung der Hochschule. Während seiner Amtszeit wurde im Rektorat eine eigene EDV-Abteilung geschaffen.
Erich Bukovics war mit der Mathematikerin Brigitte Radon (1924 – 2020) verheiratet, sein Schwiegervater war der Mathematiker Johann Radon. Bukovics starb im Rudolfinerhaus im Alter von 53 Jahren und ist am Döblinger Friedhof (Gruppe MO, Nummer 48) bestattet.

## Auszeichnungen
- 1959: Österreichisches Ehrenkreuz für Wissenschaft und Kunst[3]
- 1966: Großes Ehrenzeichen für Verdienste um die Republik Österreich[3]
- 1974: Großes Silbernes Ehrenzeichen für Verdienste um die Republik Österreich[3]
- 1974: Großes Silbernes Ehrenzeichen für Verdienste um das Land Wien[4]